# Sculptura secolului al XX-lea
Asemenea picturii, și sculptura secolului al XX-lea a trecut prin transformări revoluționare. În urma nenumăratelor influențe noi s-au  născut stiluri noi, s-au folosit teme și materiale noi, rezultând creații de o varietate și forță uluitoare.
Începând de la renascentismul italian până la începutul secolului al XX-lea se așteaptă din partea sculptorilor să reprezinte  lumea mai mult sau mai puțin exact cum este (însă câteodată sentimental sau idealizat). Foarte rar sculptura reușea o exprimare personală, mai mult era  arta unei comunități, decora clădiri, imortaliza evenimente majore, eroi naționali sau clienți bogați. Sculptorul cioplea piatra, materialul sau turna bronz.

## Schimbări
În  secolul XX s-au rupt surprinzător de repede și brusc aceste tradiții. Lucrările celui mai mare sculptor al secolului XIX, Auguste Rodin, doar insinuează aceste schimbări. Viziunea măreață a lui Rodin despre frumusețea umană și energie ne face să-l privim ca pe un artist tradițional, însă arta lui se dovedește a fi modernă datorită utilizării texturilor antitetice, a jocurilor de lumini. Nimic nu a pregătit însă publicul pentru schimbările fundamentale care au fost introduse de mișcarea cubistă din Franța la începutul secolului XX. Doi artiști proeminenți, Pablo Picasso și prietenul lui, Georges Braque, au revoluționat această artă redând realitatea prin descompunerea ei în bucăți și reasamblarea ei, de multe ori sub forma unei mulțimi geometrice.  Aceasta a condus la ideea fundamentală a artei moderne:  arta este  autonomă, creația nu reflectă realitatea  ci este o nouă realitate care nu are nici o obligație față de lumea exterioară.

## Efecte cubiste

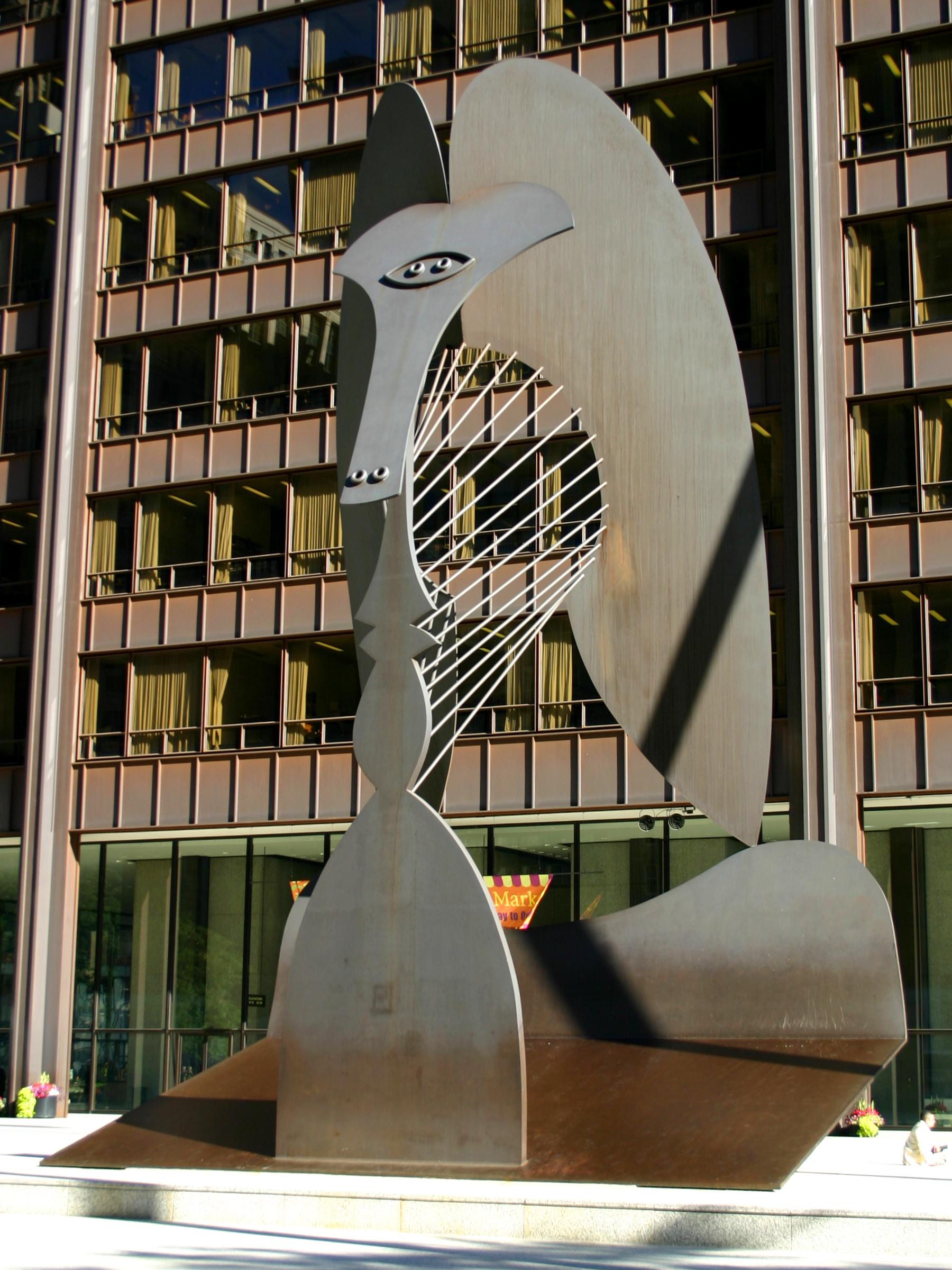
Chicago Picasso, sculptură cubistă donată de artist orașului Chicago

Cubismul a fost la început o mișcare în pictură, dar a fost urmată foarte repede de sculptură: însuși Picasso a realizat sculpturi cubiste din anul 1909 și nu după mult timp au apărut sculptori emeriți ca Jacques Lipchitz (1891-1973). Cubismul a fost urmat la scurt timp și de alte curente:  futurismul, constructivismul, dadaismul, care și-au trăit epoca de aur înaintea primului război mondial. Două efecte importante, însă aparent contradictorii, au influențat sculptura modernă: arta populară și eleganța funcțională  a mașinilor moderne. 
La începutul anilor 1900, europenii au început să aprecieze frumusețea și forța artei altor culturi, mai ales sculptorilor popoarelor din Africa tribală și din insulele Oceanului Pacific. Aceasta a încurajat sculptorii secolului XX să se îndepărteze de realismul superficial și să transmită trăiri, sentimente elementare, mistere,  prin arta lor. Arta primitivă a avut un efect foarte mare asupra americanului Jacob Epstein (1880-1959). 
Primitivismul a îndemnat numeroși sculptori să-și simplifice formele și să se apropie cât mai mult de abstractul pur. Așa a fost și cu Hans Arp (1887-1966), care a realizat sculpturi de piatră șlefuite, care păreau doar pietre extrem de mari, dar care dădeau o impresie captivantă de viu-organic. 
Românul Constantin Brâncuși (1876-1957) a creat statui de bronz aerodinamice, cu suprafețe șlefuite, de exemplu renumita serie de Păsări, care în ciuda formelor liniare, clare inspiră mister. Cel mai mare sculptor englez al secolului, Henry Moore (1898-1986) a creat modele simplificate sau abstracte, ale căror cavități, spații interioare au uluit de multe ori publicul.

## Sculptura constructivistă
Futuriștii italieni, de pildă Umberto Boccioni, au lucrat într-un spirit total opus. Ei au redat dinamismul, ritmul alert al vieții moderne.  Artiștii constructiviști, cu o concepție la fel de modernă dar cu țeluri nepersonale, ca de exemplu Naum Gabo au conceput niște creații ale căror eleganță și executare precisă amintea mai mult de modele științifice, de mașini. Constructiviștii au fost importanți inovatori, au utilizat materiale industriale (plastic, sticlă, oțel) acestea nefiind modelate sau sculptate, ci mai degrabă compuse, s-au realizat structuri scheletice în locul tradiționalului complex  compact de statui.

## Anti-artă
Dadaiștii cu înclinație anarhică au rupt radical orice legătură cu tradițiile, au creat voit compoziții „anti-artă” provocatoare de scandal, de exemplu „asamblări” realizate din obiecte alese întâmplător sau din deșeuri. Multe gesturi dadaiste, care mai demult au avut drept scop iritarea cetățenilor, au reapărut și în ultimele decenii dar acum fără orice tentă batjocoritoare. Un exemplu renumit este pisoarul expus de dadaistul francez Marcel Duchamp, acesta anunțând că datorită alegerii făcute obiectul este considerat deja operă de artă. Argumentările de acest fel au condus la declarații de genul: orice poate fi artă dacă e făcut de artiști.
Revoluția din artă, începută de dinaintea anilor 1914 a eliberat fiecare creator proeminent.  Mulți dintre cei mai talentați sculptori ai secolului XX au reprezentat tot universul uman în creațiile lor, dar au desfigurat sau au simplificat formele fără ezitare.  Această tendință generală, numită expresionism, caracterizează și opera lui Alberto Giacometti (1901-1988), ale cărui statuete, de grosimea unei lame, cuprinse de remușcări, de îngrijorare.
După 1945, marea majoritate  a publicului a acceptat tot mai mult sculptura modernă. Pionierul sculpturilor metalice David Smith care lucrase ca sudor cu ani în urmă a colorat câteva din creațiile sale, această practică fiind preluată de Anthony Caro, care a apărut în anii 60 ca proeminent sculptor englez de metale.

## Art pop
La sfârșitul anilor 50, pop-art-ul a devenit cel mai cunoscut curent artistic. A apărut în diferite domenii, a fost voit modern, dar nu a redat mașina, ci perioada culturii consumatorului. Creații caracteristice au fost cutiile de bere din bronz ale lui Jasper Johns (n.1930) și uriașii hamburgeri din plastic și cornetele de înghețată.
În 1990, Damien Hirst a expus în vase cu formol cadavre de animale, ca sculpturi.